# Slalomeuropamästerskapen i kanotsport 2009
Slalomeuropamästerskapen i kanotsport 2009 anordnades den 28-31 maj i Nottingham, Storbritannien. 

## Medaljsummering

### Medaljtabell
| Pl.    | Nation         | Guld | Silver | Brons | Totalt |
| ------ | -------------- | ---- | ------ | ----- | ------ |
| 1      | Slovakien      | 3    | 2      | 0     | 5      |
| 2      | Storbritannien | 2    | 1      | 1     | 4      |
| 3      | Tjeckien       | 2    | 0      | 0     | 2      |
| 4      | Italien        | 1    | 0      | 0     | 1      |
| 5      | Frankrike      | 0    | 4      | 3     | 7      |
| 6      | Tyskland       | 0    | 1      | 3     | 4      |
| 7      | Polen          | 0    | 0      | 1     | 1      |
| Totalt | Totalt         | 8    | 8      | 8     | 24     |

### Herrar
| Gren    | Guld                                                                                                | Poäng  | Silver | Poäng  | Brons | Poäng  |
| C-1     | Michal Martikán (SVK)                                                                               | 95,66  | Alexander Slafkovský (SVK)                                                                                  | 96,26  | Jan Benzien (GER)                                                                                         | 97,51  |
| C-1 lag | Tjeckien Stanislav Ježek Tomáš Indruch Jan Mašek                                                    | 98,11  | Frankrike Tony Estanguet Denis Gargaud Chanut Nicolas Peschier                                              | 98,52  | Tyskland Sideris Tasiadis Jan Benzien Nico Bettge                                                         | 99,10  |
| C-2     | Slovakien Pavol Hochschorner Peter Hochschorner                                                     | 101,20 | Frankrike Damien Troquenet Mathieu Voyemant                                                                 | 103,52 | Storbritannien Tim Baillie Etienne Stott                                                                  | 104,37 |
| C-2 lag | Tjeckien Jaroslav Volf & Ondřej Štěpánek Marek Jiras & Tomáš Máder Jaroslav Pospíšil & David Mrůzek | 111,22 | Storbritannien Tim Baillie & Etienne Stott David Florence & Richard Hounslow Daniel Goddard & Colin Radmore | 112,17 | Polen Marcin Pochwała & Piotr Szczepański Patryk Brzeziński & Dariusz Chlebek Grzegorz Wójs & Paweł Sarna | 118,30 |
| K-1     | Daniele Molmenti (ITA)                                                                              | 92,49  | Boris Neveu (FRA)                                                                                           | 92,93  | Julien Billaut (FRA)                                                                                      | 93,43  |
| K-1 lag | Storbritannien Campbell Walsh Richard Hounslow Huw Swetnam                                          | 94,62  | Tyskland Alexander Grimm Tim Maxeiner Sebastian Schubert                                                    | 94,70  | Frankrike Fabien Lefèvre Boris Neveu Julien Billaut                                                       | 94,80  |

### Damer
| Gren    | Guld                                                           | Poäng  | Silver                                                    | Poäng  | Brons                                                        | Poäng  |
| K-1     | Elena Kaliská (SVK)                                            | 104,24 | Émilie Fer (FRA)                                          | 105,60 | Mathilde Pichery (FRA)                                       | 107,56 |
| K-1 lag | Storbritannien Elizabeth Neave Louise Donington Laura Blakeman | 108,63 | Slovakien Elena Kaliská Jana Dukátová Gabriela Stacherová | 110,46 | Tyskland Jennifer Bongardt Melanie Pfeifer Jasmin Schornberg | 113,43 |